# Blues Junior

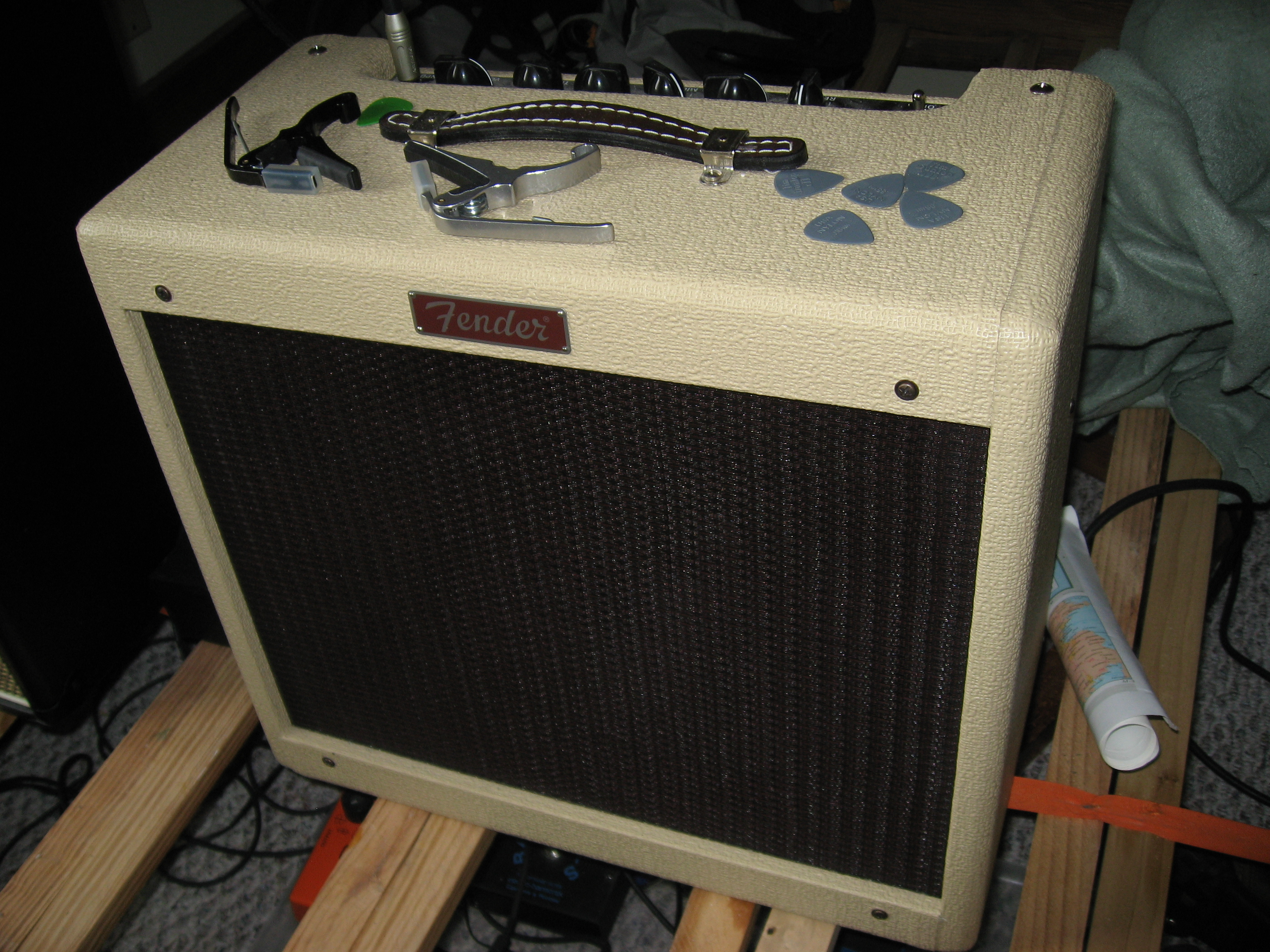
Fender Blues Junior finition blonde.

Le Blues Junior est un amplificateur de la marque Fender introduit dans sa gamme en 1996. C'est un ampli combo pour guitare électrique appartenant à la famille des "Hot Rod" qui comportent plusieurs niveaux de finition.
Sa présentation s'inspire de l'ancienne génération d'amplificateurs Fender des années 50, avec le tableau de bord, les boutons et réglages montés au dessus du cabinet sur l'arrière.
Le revêtement vinyl est de couleur beige, mais peut être aussi noir ou vert foncé, et le tissu avant ne porte pas l'insigne de la marque, comme pour la future génération.
Celui-ci se présente comme une petite plaque métallique vissée sur la traverse haute du cabinet. 

Il délivre une puissance de 15 watts RMS idéale pour jouer chez soi ou dans de petites salles. Il est équipé d'un haut-parleur de 12 pouces (30 cm), et doté d'un switch (commutateur de commande au pied) « Fat » et d'une reverb à ressorts. C'est un amplificateur à tubes (à l'exception des circuits de commutation et de la réverbération) et ne comporte qu'une seule entrée. Il fonctionne avec trois tubes ECC83 (ECC83 en Europe) et deux EL84 (en) (6BQ5 (en) pour les anglo-saxons).